# Alfonso II Sanvitale
Il conte Alfonso II Sanvitale (Parma, c. 1574 – Parma, 19 maggio 1612) è stato un nobile italiano, appartenente alla famiglia Sanvitale.
Figlio del conte Ottavio (1548-1589) e di Vittoria Appiani, figlia di Jacopo VI, signore di Piombino. Nella primavera del 1611 venne arrestato per ordine del duca Ranuccio Farnese con l'accusa di far parte di una congiura per rovesciare il suo potere, nota come Congiura dei feudatari. 
Con la stessa accusa vennero poi arrestati anche il conte Orazio Simonetta e sua moglie Barbara Sanseverino; Pio Torelli, conte di Montechiarugolo; Gianfrancesco Sanvitale, feudatario di Sala; Girolamo Sanvitale, figlio di Barbara Sanseverino; Giambattista Masi, feudatario di Felino e Girolamo da Correggio, feudatario di Rossena.
Il 4 maggio 1612, il giudice Filiberto Piosasco pronunciò la sentenza di colpevolezza per tutti gli accusati. Erano rei di lesa maestà e furono condannati alla confisca dei beni e ad essere decapitati. Le sentenze furono eseguite tra una folta folla la mattina del 19 maggio 1612. 